# John Cocking
John Cocking (Sunderland, 13 maggio 1944) è un ex calciatore inglese, di ruolo difensore.

## Carriera
Cocking in patria militò esclusivamente in sodalizi dilettantistici. Nel 1967 si trasferisce negli Stati Uniti d'America su richiesta di Phil Woosnam, allenatore e giocatore dell'Atlanta Chiefs, per giocare nel club georgiano.
Con gli Chiefs ottenne il quarto posto della Western Division della NPSL, non riuscendo così a qualificarsi per la finale della competizione, poi vinta dagli Oakland Clippers. Cocking con il suo club vince la North American Soccer League 1968. Con la franchigia di Atlanta otterrà anche due secondi posti nelle stagioni 1969 e 1971. Nelle finali del 1971, Cocking giocò per gli Chiefs tutte e tre le sfide contro i texani del Dallas Tornado.

## Palmarès
- Campionato NASL: 1

Atlanta Chiefs: 1968